# 贾科维察市镇
贾科维察市镇（羅馬化：Opština Đakovica），是科索沃賈科維察區的一个市镇，行政中心为贾科维察。市镇面积为587平方公里，人口数量为94,556人（2011年）。